# Terrats
Terrats  es una localidad y comuna francesa, situada en el departamento de Pirineos Orientales, región de Languedoc-Rosellón, comarca histórica del Rosellón. 
Sus habitantes reciben el gentilicio de terratois en francés o terrassó, terrassona en catalán.

## Demografía
| 318 | 363 | 366 | 492 | 520 | 528 |
| Para los censos de 1962 a 1999 la población legal corresponde a la población sin duplicidades (Fuente: INSEE [Consultar]) |     |     |     |     |     |